# Kim Woo-choong
Kim Woo-choong ((kor. 김우중), ur. 19 grudnia 1936 w Daegu, zm. 9 grudnia 2019 w Suwonie) – południowokoreański przedsiębiorca, założyciel koncernu Daewoo.
Kim Woo-choong urodził się w Daegu, w czasie gdy Półwysep Koreański stanowił należące do Japonii Generalne Gubernatorstwo Korei. Dorastał w czasie wojny koreańskiej. Jako czternastolatek pracował jako gazeciarz, aby wesprzeć rodzinę. Ukończył prestiżową męską szkołę średnią Kyunggi w Seulu, a następnie podjął studia na Yonsei University. Stopień B.A. w ekonomii uzyskał w 1960 roku. 
W 1961 roku zaczął pracę w firmie Hansung Industrial należącej do jego krewnego. W 1967 roku założył, za pożyczone pieniądze, własne przedsiębiorstwo zajmujące 
się handlem tekstyliami. Nazwał je Daewoo (kor. 대우 od dae- wielki, i swojego imienia  woo). Przedsiębiorstwo bardzo szybko się rozrastało, Kim Woo-choong przejmował upadające spółki z różnych branż m.in. zajmujące się elektroniką, w tym sprzętem gospodarstwa domowego, finansowe oraz budowlane. Wspierane przez prezydenta Parka Chung-hee (który był uczniem ojca Kima Woo-choonga), stało się jednym z tzw. czeboli. 
W 1998 roku Daewoo zatrudniało 320 tys. pracowników, dysponowało aktywami o wartości 44 mld $, było jedną z czterech największych spółek w Korei i zajmowało 18 miejsce na liście największych światowych korporacji Fortune 500. 
W 1997 roku, gdy rozpoczął się azjatycki kryzys finansowy, Kim Woo-choong został przewodniczącym Federacji Przemysłu Koreańskiego. Prowadził wówczas kampanię na rzecz zwiększenia eksportu i rezerw walutowych. Kontynuował inwestycje, co jednak przyniosło skutek odwrotny od zamierzeń i Daewoo w 2000 roku ogłosiło upadłość. Kim Woo-choong opuścił Koreę Południową i ukrywał się, głównie we Francji, przed dochodzeniem w sprawie defraudacji. W 2001 roku doszło do masowych demonstracji byłych pracowników koncernu, a siedmiu dyrektorów zostało skazanych na karę pozbawienia wolności. 
Kim Woo-choong wrócił do Korei w 2005 roku, został wówczas postawiony przed sądem i skazany na 10 lat więzienia za oszustwa księgowe i nielegalny transfer pieniędzy za granicę. Wyrok został zredukowany do 8,5 roku, a w 2007 Kim Woo-choong został ułaskawiony na mocy amnestii ogłoszonej przez prezydenta Roh Moo-hyuna.  
Po wyjściu na wolność, spędzał większość czasu w Wietnamie, gdzie zajmował się doradztwem biznesowym. Wrócił do Korei w 2018 roku, aby podjąć leczenie choroby Alzheimera. Rok później zmarł na zapalenie płuc w szpitalu uniwersyteckim Ajou University w Suwonie. Szpital ten został ufundowany przez niego, w czasie gdy znajdował się u szczytu kariery. 